# 실생활 슈퍼히어로

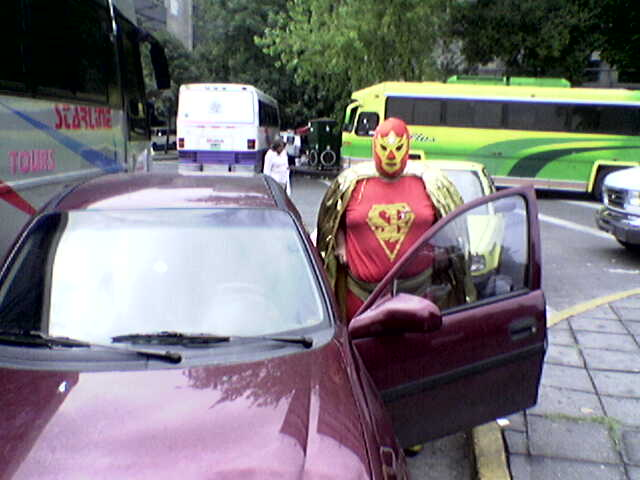
멕시코시티에서 활동하는 슈퍼바리오 고메스

실생활 슈퍼히어로(real-life superhero, RLS)는 동네 순찰이나 자경단과 같은 사회 봉사를 하기 위해 슈퍼히어로 복장을 하거나 마스크를 쓴 사람들이다.
이러한 활동의 알려진 사례 중 이른 것들은 1990년대부터 보고되고 있다. 멕시코시티의 슈퍼바리오 고메스는 1997년 가족들이 쫓겨나지 않도록, 노동 집회, 시위, 탄원서를 제출할 때 빨간색 타이즈와 노란색 레슬링 선수 마스크를 착용했다.2000년대 중반부터 온라인 서브컬쳐 커뮤니티가 나타나면서 "실생활 슈퍼히어로 커뮤니티"가 발달하기 시작했다

## 사회적 반응
실생활 슈퍼히어로에 대한 경찰 당국의 반응은 대체로 부정적이다. The Globe and Mail의 한 기사에 따르면, 경찰 당국은 "이러한 '슈퍼히어로'들의 안전을 우려하고 때때로 그들이 경찰 업무를 방해하여 법적 책임을 질 수 있다"고 주장했다. 경찰은 이러한 '실생활 슈퍼히어로'가 모든 사실관계를 알지 못한 채 사건에 개입하고 이것이 "현명한 일이 아니다"라고 말하는 것에 우려를 표명했다.  경찰은 범죄 예방에 물리적으로 관여하는 슈퍼 히어로들이 자경주의를 실천하고 있다고 지적했다.
여러 집단들은 실생활 히어로의 개념을 다른 목적으로 사용했다. 오스트리아에서는 예술가의 집단 qujOchÖ가 실생활 슈퍼히어로 현상을 패러디하여 "미스 마그네티크"라는 캐릭터를 만들었다. 마그네티크는 동료인 니켈, 코발트, 망간과 함께 린츠 시를 대재앙으로부터 지켜내려 하지만 항상 실패한다.
이러한 실생활 슈퍼히어로는 홍보와 마케팅에도 사용되었고, 결과는 엇갈렸다. 슈퍼 바클라바는 체코 웹호스팅 회사의 2011년 홍보 인물이었다.프라하 시민들의 반사회적 행동에 맞서 싸운다고 주장하며, 대중교통 정류장 근처에서 담배를 피우는 개인에게 양동이의 물을 붓는 모습, 공원에 남겨진 자신의 동물 배설물로 개 주인을 폭행하는 장면 등이 유튜브에 공개됐다 많은 방문자 수에도 불구하고, 이 캠페인은 광고되고 있는 상품에 대한 관심으로 이어지지 못했다. 메트로우먼은 2005년에 워싱턴 메트로 퍼플 라인 건설에 대한 지지를 모으기 위한 일시적인 홍보 전략이었다.

## 창작물에서의 묘사
엄밀한 의미에서 슈퍼히어로들은 초인적인 힘을 가진 인물들이지만, 그러한 힘을 가지지 않은 자경단원을 묘사하는 것 또한 슈퍼히어로 소설 장르의 일부로 오랫동안 포함되어 왔다.  널리 알려진 예시로 배트맨 (1939) and 그린 애로우 (1941) 등 "변장한 범죄 척결자" 또는 "마스크 쓴 자경단원"의 형태를 띠었다. 실생활 슈퍼히어로 커뮤니티의 발달과 함께 캡틴 어벤져 (원제:Hero at Large), 블랙맨, 킥 애스 등 슈퍼히어로들의 행동을 모방하는 복면 자경단원들에 대한 현실적인 묘사도 늘어났다. 이러한 모습은 법의학 TV 드라마 본즈나 CSI: 과학수사대의 에피소드로 차용되었다.